# Haveluy
Haveluy [avlɥi] ist eine französische Kleinstadt mit 3224 Einwohnern (Stand: 1. Januar 2022) im Département Nord in der Region Hauts-de-France. Sie gehört zum Arrondissement Valenciennes und zum Kanton Aulnoy-lez-Valenciennes. Die Einwohner werden Haveluynois genannt.

## Geographie
Die Gemeinde Haveluy liegt im Regionalen Naturpark Scarpe-Schelde und im Nordfranzösischen Kohlerevier, etwa acht Kilometer westlich von Valenciennes. Umgeben wird Haveluy von den Nachbargemeinden Wallers im Westen und Norden, Bellaing im Nordosten, Oisy im Osten sowie Denain im Süden.

## Geschichte
Ab Mitte des 19. Jahrhunderts wurde in Haveluy Steinkohle abgebaut; 1954 wurde die letzte Zeche geschlossen.

### Bevölkerungsentwicklung
| Jahr      | 1962 | 1968 | 1975 | 1982 | 1990 | 1999 | 2011 | 2020 |
| Einwohner | 4053 | 3998 | 3616 | 3266 | 3046 | 3084 | 3055 | 3276 |

## Sehenswürdigkeiten
- Kirche Saint-Martin, erbaut 1770–1772, Glockenturm aus dem Jahre 1619
- Calvaire aus dem Jahr 1837
- Rathaus von 1926
- Gutshöfe Méaux und Grande Cense
- Étang de la Fontaine

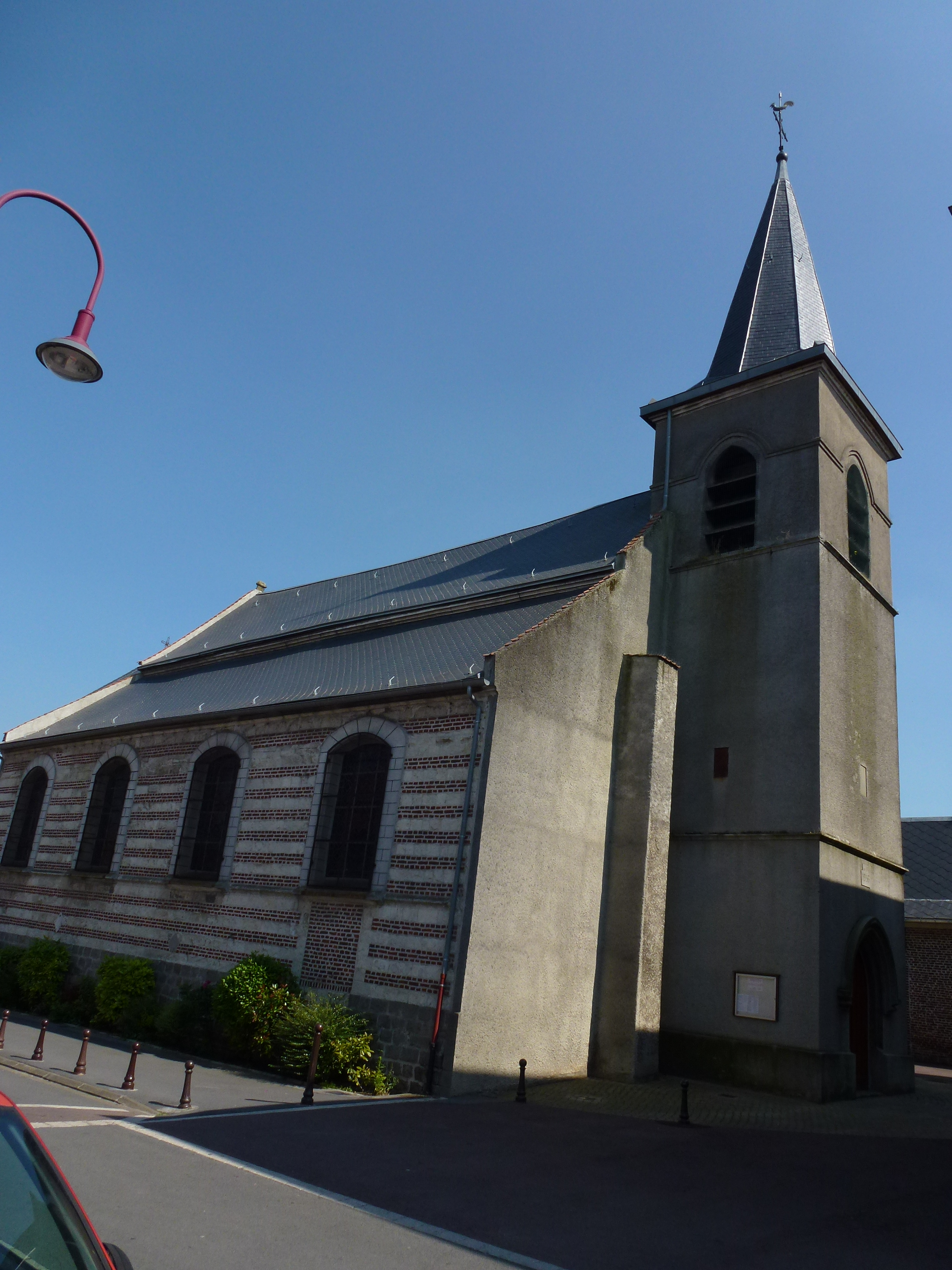
Kirche Saint-Martin
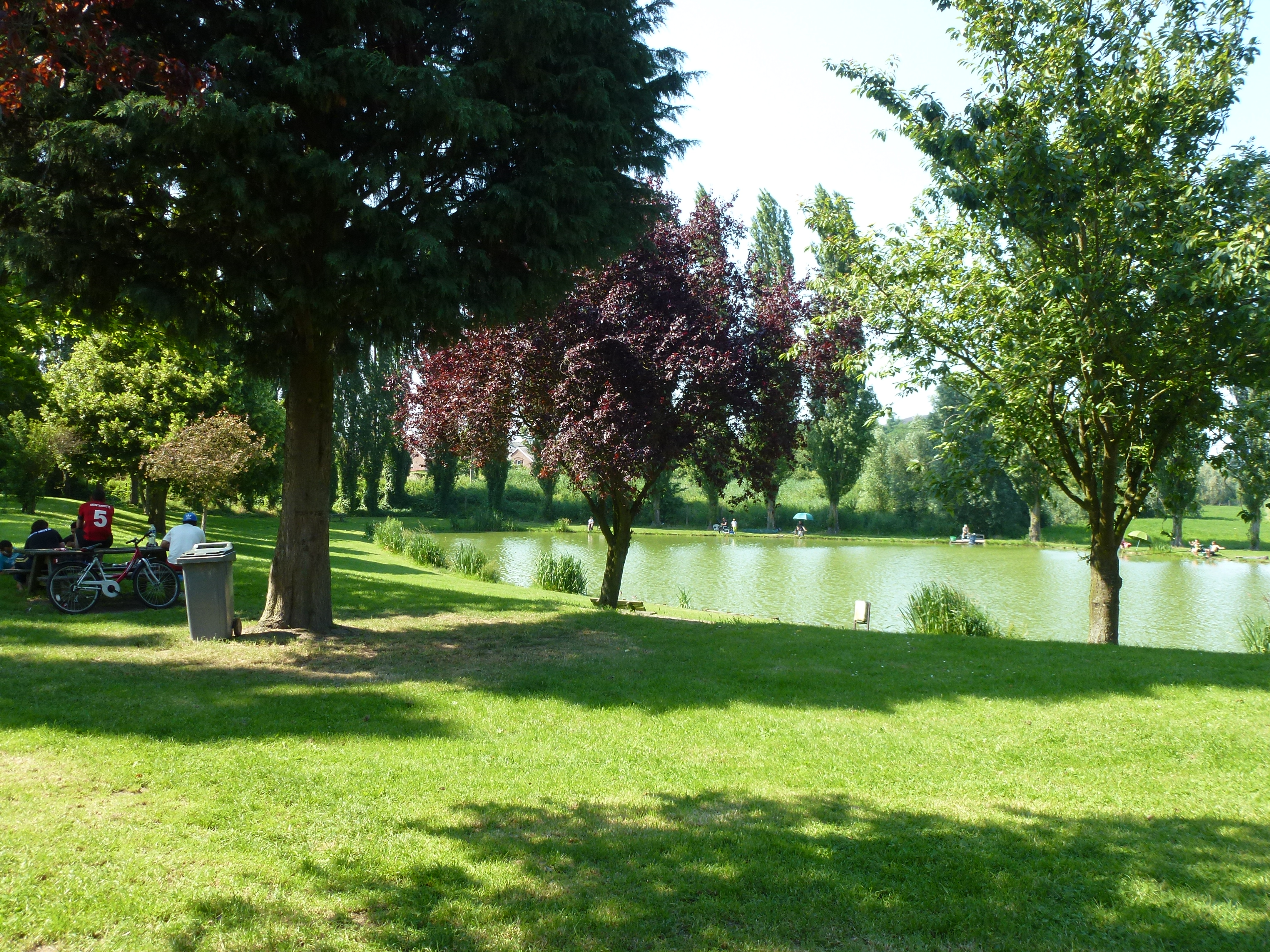
Étang de la Fontaine
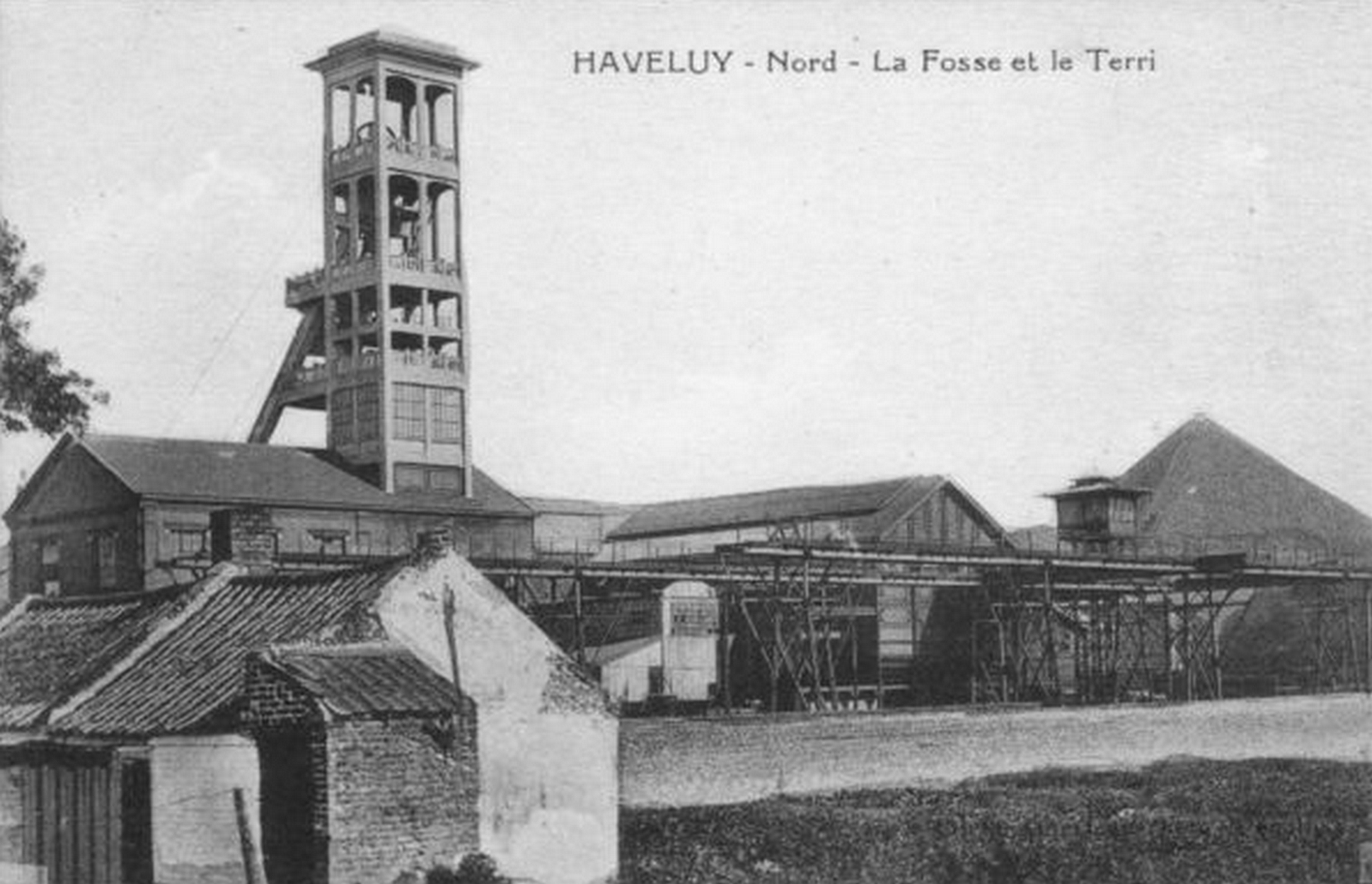
Förderturm der ehemaligen Zeche Haveluy
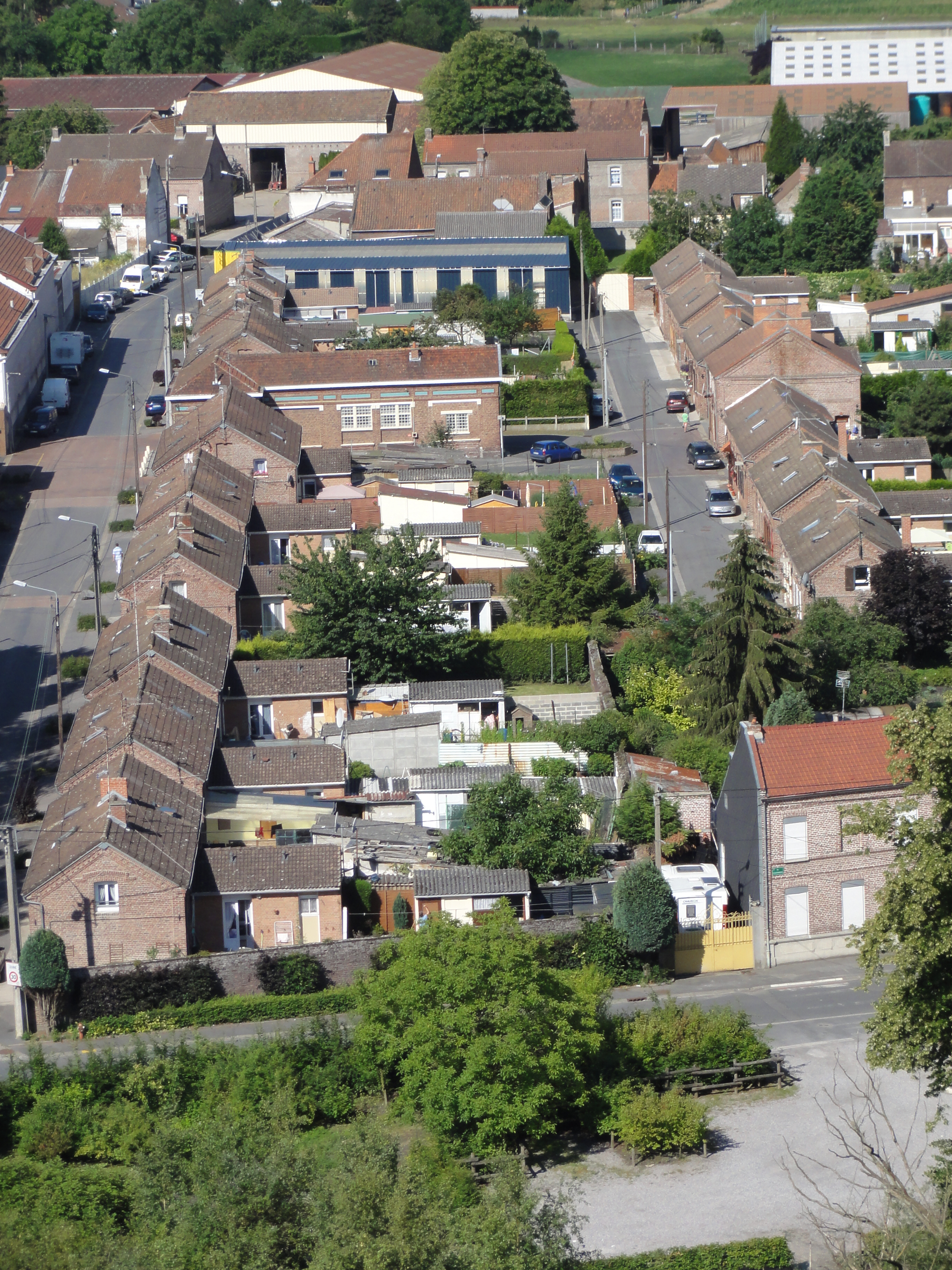
Bergarbeitersiedlung Cité de la fosse Haveluy des mines d’Anzin
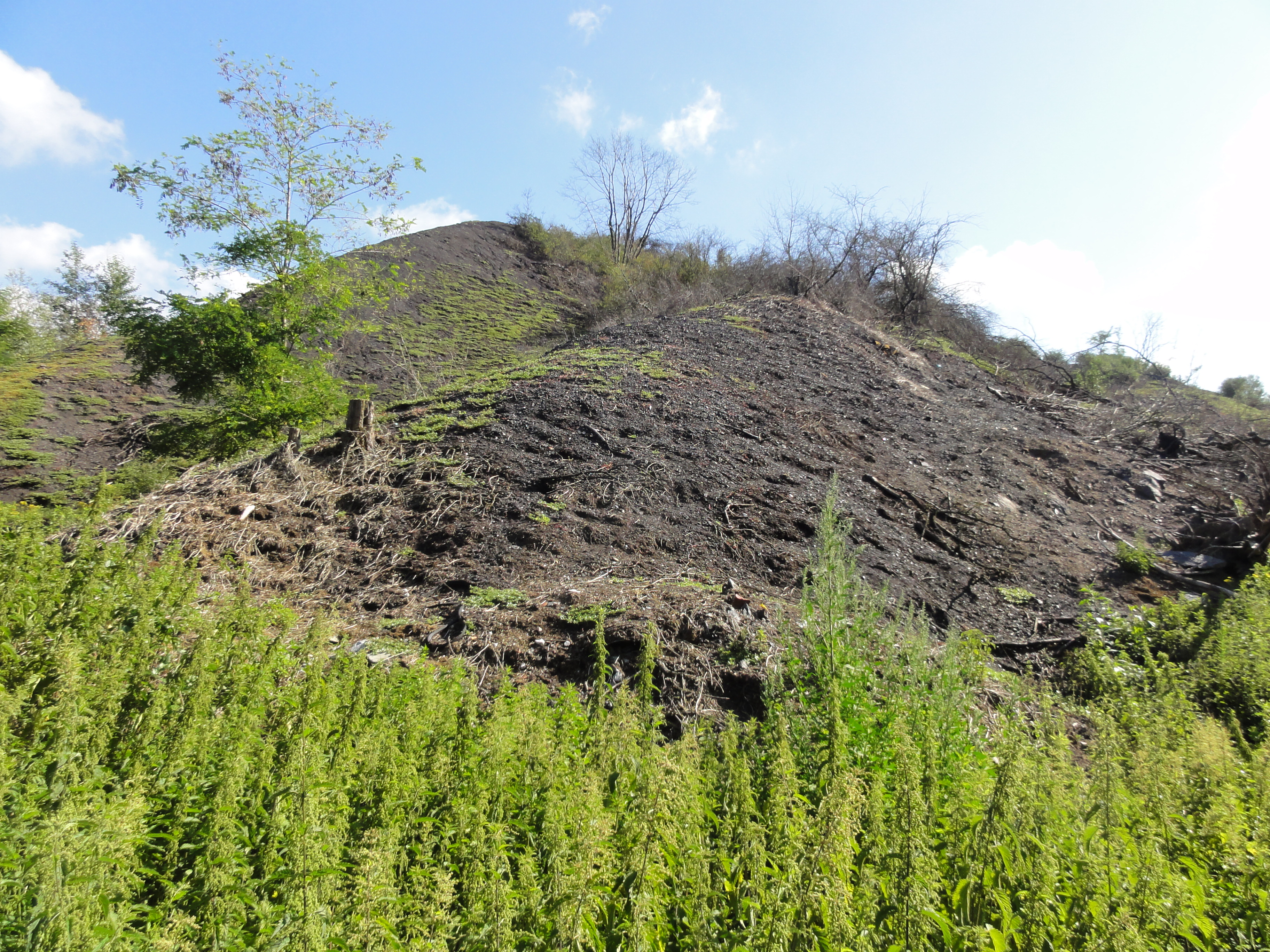
Abraumhalde Nr. 157
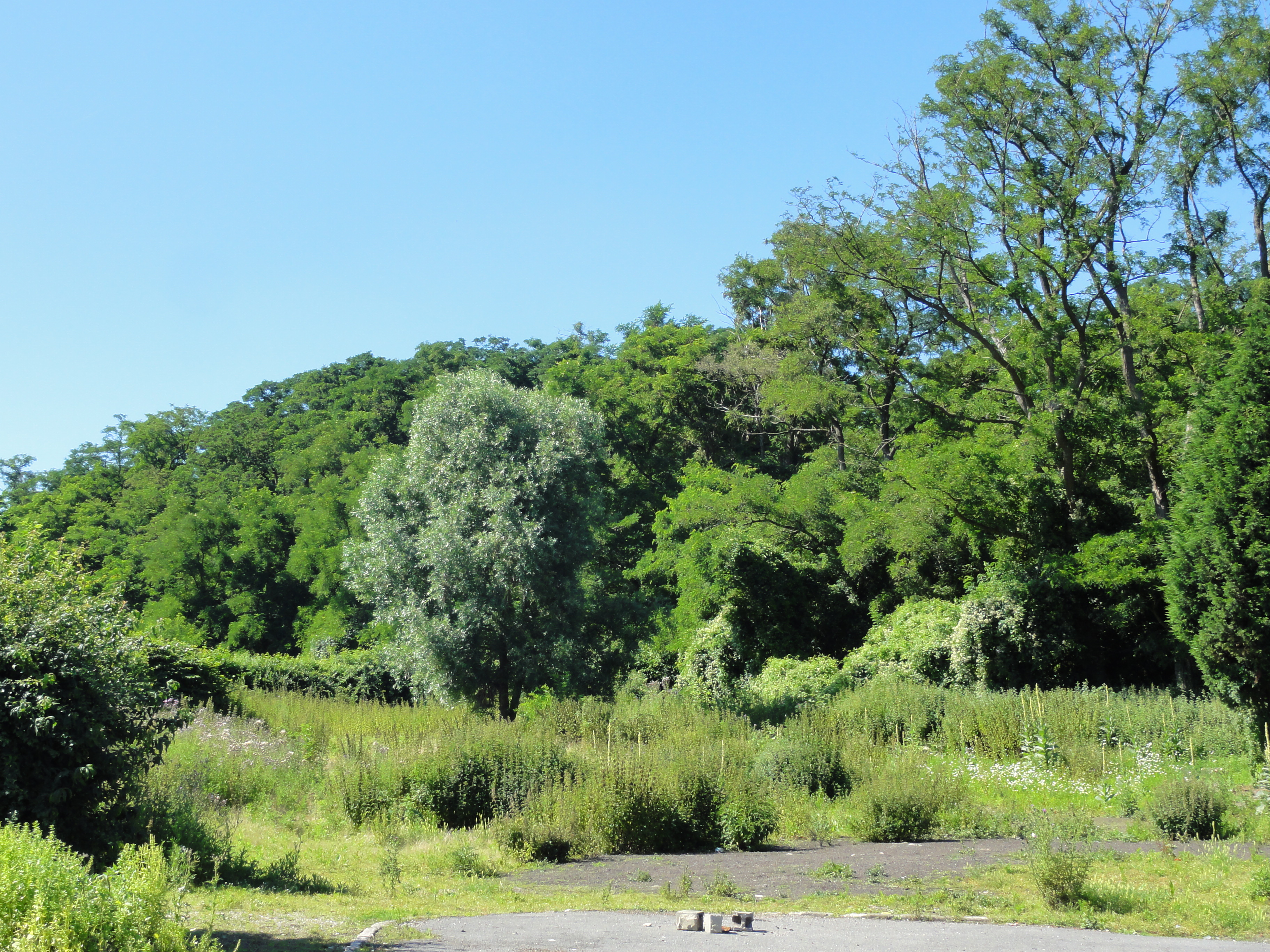
Überwachsene ehemalige Halde Nr. 158